# RocknRolla
RocknRolla – brytyjska komedia kryminalna w reżyserii Guya Ritchiego z 2008 roku.

## Fabuła
Lenny Cole dzięki opłacaniu londyńskich urzędników potrafi przeforsować korzystne plany zagospodarowania terenu. O pomoc zwraca się do niego rosyjski miliarder, Uri Omovich. Rosjanin zobowiązuje się przekazać Cole'owi 7 mln euro w zamian za pozwolenie na budowę. Jednak księgowa Omovitcha, Stella, zleca One Two kradzież pieniędzy przeznaczonych na łapówkę, które wkrótce zostaną wypłacone z banku. Tymczasem gazety informują o zaginięciu gwiazdora rocka, Johnny’ego Quida.

## Obsada
- Gerard Butler – One Two
- Tom Wilkinson – Lenny Cole
- Thandie Newton – Stella
- Mark Strong – Archy
- Idris Elba – Mumbles
- Tom Hardy – Przystojny Bob
- Karel Roden – Uri Omovich
- Toby Kebbell – Johnny Quid
- Jeremy Piven – Roman
- Ludacris – Mickey
- Jimi Mistry – Radny
- Gemma Arterton – June
- Jamie Campbell Bower – Rocker